# Hoge jurisdictie
De hoge jurisdictie was tijdens het ancien régime in de Nederlanden de bevoegdheid om recht te spreken in strafzaken waarin de doodstraf kon worden opgelegd (zogeheten halszaken). Andere namen voor de hoge jurisdictie zijn hoge justitie en halsrecht. De rechtbank die dergelijke zaken behandelde, noemde men wel het hoge gerecht of halsgerecht.
Welke persoon of instelling deze juridische bevoegdheid bezat, hing af van de precieze status van een gebied. Steden bezaten in principe zelf de hoge jurisdictie; in hoge of vrije heerlijkheden (ook wel halsheerlijkheden genoemd) was deze het voorrecht van de heer zelf, die meestal een schout of baljuw aanstelde om dit recht (en andere) uit te oefenen. Bij ambachtsheerlijkheden was de hoge jurisdictie in handen van de boven de ambachtsheer gestelde landsheer. Sommige Nederlandse hoogheemraadschappen bezaten zelf de hoge jurisdictie, zij het uitsluitend in misdrijven die tegen het waterschap of de dijken en sluizen waren gericht.
In de Franse tijd (1792-1815) werd het rechtssysteem in de Nederlanden gereorganiseerd. Het feodalisme werd afgeschaft en de rechtspraak werd aan de steden en heerlijkheden onttrokken.